# Младенцев, Михаил Николаевич
Михаи́л Никола́евич Младе́нцев (1872—1941) — советский учёный-физик, создатель и первый хранитель Музея-архива Дмитрия Ивановича Менделеева.

## Биография
Михаил Николаевич Младенцев родился в 1872 году.
Закончил Императорский Санкт-Петербургский университет.
С 1899 года работал в Главной палате мер и весов, с 1903 по 1908 годы исполнял обязанности её Учёного секретаря. Являлся ближайшим сподвижником выдающегося русского учёного-химика Дмитрия Ивановича Менделеева, участвовал в проведении его экспериментов, вёл его записи, проводил корректуру работ.
В дальнейшем преподавал в Петроградском женском политехническом институте, Петроградской императрицы Марии Александровны женской гимназии и Петроградского училища ордена Святой Екатерины. Получил гражданский чин коллежского асессора.
В августе 1899 года принял участие в уральской экспедиции Д. И. Менделеева, составив Карту Уральской железной промышленности 1899 года, что отмечено в книге «Уральская железная промышленность в 1899 году».
М. Н. Младенцев погиб при бомбардировке Ленинграда немецкой авиацией 23 (по другим данным — 24) сентября 1941.

## Научная деятельность
Младенцев провёл большую работу по сбору, исследованию и систематизации различных материалов о жизни и профессиональной деятельности Д. И. Менделеева, вылившуюся в итоге в создание мемориального музея выдающегося химика (ныне — Музей-архив Д.И. Менделеева в Санкт-Петербурге). Младенцев стал первым хранителем этого музея, открывшегося 16 декабря 1928 года. В 1929 году он составил и опубликовал первый Указатель фондов Менделеевского музея. В дальнейшем написал ещё около 20 работ, посвящённых жизни и научной работе Менделеева. Среди них наиболее известной считается книга «Д. И. Менделеев. Жизнь и работа», написанная Младенцевым в соавторстве с академиком Вячеславом Евгеньевичем Тищенко. К 1941 году было подготовлено расширенное издание этой книги, однако смерть Тищенко и Младенцева помешала её опубликовать. Долгое время она хранилась в Архиве Российской академии наук в Ленинграде, и вышла в свет только в 1993 году.

### Сочинения
- Младенцев М. Учреждение Главной палаты мер и весов и её деятельность // Временник Главной палаты мер и весов. СПб., 1907. Ч. 8. С. 42.
- Младенцев М. Н. Д. И. Менделеев / М. Н. Младенцев. — М. ; Л. : Изд-во АН СССР, 1937. — 22 с. — (Научно-популярная серия).
- Младенцев М. Н., Тищенко В. Е. Дмитрий Иванович Менделеев, его жизнь и деятельность Т. 1 Ч. 1 и 2. АН СССР. — М. ; Л. : Изд-во АН СССР, 1938. — XII, 268 с. — Загл. парал. рус., англ.
- Тищенко В. Е., Младенцев М. Н. Дмитрий Иванович Менделеев, его жизнь и деятельность. Университетский период 1861—1890 гг. — М.: Наука, 1993. — 427 с.